# Penicillaria plumbea
Penicillaria plumbea là một loài bướm đêm trong họ Noctuidae.